# Ikigami
Ikigami es un manga creado por Motorō Mase del que se han publicado 10 tomos en Japón. Panini Cómics ha comercializado los 10 en España.
El 24 de agosto del 2021 se reveló que el manga tendría una nueva serie que se publicaría en la edición de septiembre de la revista Big Comic, bajo el nombre de Ikigami : Sairin.

## Argumento
En Japón se ha promulgado la Ley para el sostenimiento de la prosperidad estatal, que implica la muerte de personas para que motiven al resto de la población. A los niños en el colegio se les inyecta una vacuna que en uno de cada mil casos lleva una nanocápsula que les causará la muerte entre los 18 y los 24 años. Un día antes de su fallecimiento, se les notifica mediante el Ikigami, o comunicado de muerte, una tarjeta con una foto suya y una hora. De esta forma, se les da la oportunidad de decidir cómo dejarán este mundo. En caso de que cometan algún crimen o delito, a sus familias no se les dará una indemnización.
La serie trata sobre las reacciones de la gente y de sus seres cercanos al recibirlo. También trata sobre cómo se siente un mensajero (repartidor de Ikigamis), Fujimoto, respecto a su trabajo y cómo poco a poco va madurando en ese sentido, aunque sigue sintiéndose mal por aquellos a los que debe entregar el Ikigami.